# 1113
| Calendário gregoriano                                                        | 1113 MCXIII                                          |
| Ab urbe condita                                                              | 1866                                                 |
| Calendário arménio                                                           | 562 – 563                                            |
| Calendário bahá'í                                                            | -731 – -730                                          |
| Calendário budista                                                           | 1657                                                 |
| Calendário chinês                                                            | 3809 – 3810 Início a 20 de janeiro (aproximadamente) |
| Calendário copta                                                             | 829 – 830                                            |
| Calendário etíope                                                            | 1105 – 1106                                          |
| Calendários hindus - Vikram Samvat - Calendário nacional indiano - Cáli Iuga | 1168 – 1169 1034 – 1035 4213 – 4214                  |
| Calendário Holoceno                                                          | 11113                                                |
| Calendário islâmico                                                          | 506 – 507                                            |
| Calendário judaico                                                           | 4873 – 4874                                          |
| Calendário persa                                                             | 491 – 492                                            |
| Calendário rúnico                                                            | 1363                                                 |
| Calendário solar tailandês                                                   | 1656                                                 |

1113 (MCXIII, na numeração romana) foi um ano comum do século XII do Calendário Juliano, da Era de Cristo, e a sua letra dominical foi E (52 semanas), teve início a uma quarta-feira, terminou também a uma quarta-feira.
No território que viria a ser o reino de Portugal estava em vigor a Era de César que já contava 1151 anos.
| Ano completo                        |
| ----------------------------------- |
| Ano comum com início à quarta-feira |

## Eventos
- Restauração da diocese do Porto e sagração episcopal do arcediago Hugo, bispo do Porto, fiel clérigo do arcebispo Diego Gelmírez.

## Nascimentos
- 24 de Agosto - Godofredo Plantageneta, Conde de Anjou (m. 1151).
- Raimundo Berengário IV de Barcelona (m. 1162).